# Gilena
Gilena és una localitat de la província de Sevilla a la regió d'Andalusia a Espanya. L'any 2005 tenia 3.848 habitants. Tenia aleshores una superfície de 52 km² i una densitat de 74,0 hab/km². És a una altitud de 464 metres i a 104 kilòmetres de la capital de la província, Sevilla.

## Història
En temps de la denominació àrab ja es coneixia aquest paratge com «Lugar de Gilena», després durant la Reconquesta va ser canviat a «Puebla de Gilena» i, constitucionalment com, «Villa de Gilena».
Degut a la situació geogràfica, per les seves terres han passat totes les civilitzacions que han habitat la península Ibèrica. Tots han deixat restes d'ocupació, des del Calcolític, els Ibers, els Romans, els Visigots i els Musulmans.
En 1985 es va descobrir` una sepultura calcolítica del tipus «cova artificial», composta per una càmera central, quatre nínxols i un corredor escalonat. S'hi van trobar gots, puntes de fletxes de pedra, ídols, adorns, etc. De la mateixa època també van aparèixer restes en la zona coneguda com Los Corralones, dintre del nucli urbà, al fer fonaments per a un edifici.
També trobarem jaciments del final de l'Edat del Bronze, en la zona denominada com Cerro Gordo i la Acebuchona. Del període d'ocupació Iber, en els paratges coneguts com Los Cortijos Viejos, Los Villares i Cerro del Huevo. Diferents estudis, realitzats per investigadors contemporanis, coincideixen a assenyalar que en aquesta zona va estar la ciutat ibèrica d'Ilse, fundada al segle I abans de Jesucrist.
De l'època romana, es van trobar restes a dotze jaciments diferents entre els quals es poden veure restes de muralles, torrasses i termes, com a la zona de Los Argamazones, a la qual han aparegut restes d'un edifici termal. S'hi ha d'afegir els del Cerro del Grajo, Las Beatas, Campanario entre d'altres.
Hi va ocórrer una de les batalles entre les legions del Cèsar i Pompeu, fet històric que recull l'escut del poble.
De l'època dels Visigots es troben jaciments a la zones de les Las Lucenillas, Los Villares, Aparicio, etc. I dels àrabs en el paratge de Las Lucenillas, Campanario, Los Villares.
Gilena va ser cap d'un districte agrícola de la Cora en època d'ocupació àrab i va aparèixer en l'obra del geógraf Yavut o Yaqut al Hamawi, autor de El llibre de les Nacions, dels segles xii i xiii on es lloaven els productes collits a la Ribera, i especialment les pomes. D'aquesta etapa d'ocupació musulmana, són els molins de la ribera de Gilena.
De les aigües del Ojo de Gilena es feia servir l'energia hidràulica per a moure els molins de farina que van construir els àrabs, que una vegada reconquistada la zona pels cristians, aquestes terres passen a l'Orde Militar de Santiago, sent molt cobejats els molins i hortes de Gilena pels alcaldes i comendadors per a les seves primogenitures. Només al segle xvii realment s'origina el nucli de població que arriba als nostres dies.
En constituir-se el Marquesat d'Estepa, en l'època del regnat de Felipe II, Gilena en passa a formar part fins a 1837, data en la qual es dissolen les distincions jurisdiccionals. També durant el mateix període passa a formar part de la Vicaria d'Estepa, institució que depenia directament del papa.

## Festes
Al març s'hi celbra la Setmana Santa. Gilena només consta d'una germanor, la del Nuestro Padre Jesús Nazareno y María Santísima de los Dolores, fundada el 2 de maig de 1798. En les processons del Divendres i Dissabte Sants surten més de 1500 penitents. La processó va precedida per una centúria de romans que data de la mateixa data de la Germanor.
El Divendres Sant a l'entrada del Temple i al toc de la centúria romana els portants li donen la carrerilla a Sant Joan recordant quan el deixeble Joan va arribar a la casa de la mare de Jesús corrent a tot córrer a avisar-la que havien raptat el seu fill. Nombroses persones arribades des d'altres pobles de la comarca assisteixen en aquest acte peculiar.
Al primer diumenge del maig, se celebra la romeria en honor de Sant Isidre Llaurador. Els romaníns hi surten en processó en carrosses i a cavall cap a La Cañada Profunda.
L'agost de l'11 al 14 se celebren les Fires i festes en honor de Nostra Senyora de la Salut, aquesta festa data de 1893. En aquestes dates és quan arriben gilenenses de tota la vida que viuen fora, amistats, etc.
A l'octubre, el dia 7 és la Festivitat de Nostra Senyora del Rosari. Una tradició secular que es conserva i que va tenir els seus orígens a la fi del segle xvii i principi del xviii, sent famosa la rondalla del «Rosario de la Aurora», la qual surt de matinada, al voltant de les quatre del matí, els quatre dissabtes anteriors a aquesta data a rondar els carrers de la vila cantant i els veïns els oferixen anís, dolços, etc.
Al desembre, el 28, el dia dels Sants Innocents, en el qual els veïns es vesteixen amb les seves disfresses i fan una cercavila fins que es congreguen tots en el Paseo de Andalucía amb una orquestra, en el qual ballen i es vota a les millors disfresses. Aquesta festa té el seu origen quan fa bastants anys, alguns veïns es vestien de vells amb la cara tapada perquè no els reconeguessin i pegaven cops de canya a tot el qual veien en el carrer per ser el dia dels Sants Innocents, i a l'una que se'ls copejava amb la canya se'ls cridava "tonto, tonto", d'aquí l'àlies del "Dia de los tontos", el qual no ens agrada reconèixer, però utilitzem per a identificar aquesta festa.

## Monuments
L'església de la "Inmaculada Concepción" 
Va Ser construïda cap a l'any de 1620 per ordre dels Marquesos d'Estepa, d'origen romànic, la seva part original és del segle xvii, a la qual posteriorment se li van ferir reformes i afegits en el mateix segle i en el segle xviii. El temple originalment presentava planta de creu llatina, a la qual se li van afegir les capelles laterals i la nau de la dreta. En el seu interior, trobarem capelles i retaules del segle xviii. D'aquests retaules, el major, presenta un banc i un cos amb tres carrers separades i decorades de fulles.
Les imatges de San Pablo i San Pedro es troben al costat de la imatge de la Verge titular d'aquesta. Entre altres imatges destaquen la de Santa Ana, atribuïda a l'escola granadina d'Alonso Cano i la imatge de San Francisco d'Assís, d'estil barroc, del segle xvii. També són de gran valor artístic els seus llenços, taules i orfebreria.
L'rmita de Nuestra Señora de la Salud que es va acabar de construir l'any de 1891. És l'obra d'un veí del poble Francisco de Paula Gálvez Gómez, en agraïment per haver-se salvat de la malaltia del còlera de 1890.

## Demografia
| 1996  | 1998  | 1999  | 2000  | 2001  | 2002  | 2003  | 2004  | 2005  | 2006  |
| ----- | ----- | ----- | ----- | ----- | ----- | ----- | ----- | ----- | ----- |
| 3.840 | 3.834 | 3.849 | 3.835 | 3.868 | 3.839 | 3.829 | 3.821 | 3.848 | 3.898 |